# Lepidodactylus pulcher
Espèce
Statut de conservation UICN

 DD  : Données insuffisantes
Lepidodactylus pulcher est une espèce de geckos de la famille des Gekkonidae.

## Répartition
Cette espèce est endémique des îles de l'Amirauté en Papouasie-Nouvelle-Guinée.

## Publication originale
- Boulenger, 1885 : Catalogue of the lizards in the British Museum (Natural History) I. Geckonidae, Eublepharidae, Uroplatidae, Pygopodidae, Agamidae, Second edition, London, vol. 1, p. 1-436 (texte intégral).